# Brian Fuentes
Pour les articles homonymes, voir Fuentes.
Brian Christopher Fuentes (né le 9 août 1975 à Merced, Californie, États-Unis) est un lanceur de relève gaucher de baseball qui joue en Ligue majeure de 2001 à 2012.
Il passe 7 de ses 12 saisons chez les Rockies du Colorado. Il est invité quatre fois au match des étoiles. Avec les Angels de Los Angeles en 2009, il mène le baseball majeur en réussissant 48 sauvetages.

## Carrière

### Débuts
Drafté par les Mariners de Seattle en juin 1995, Brian Fuentes poursuit sa progression dans les rangs mineurs jusqu'en 2001, où il apparaît pour la première fois dans une partie de ligue majeure. Il fait 10 apparitions au monticule pour Seattle cette saison-là, remportant une victoire et subissant une défaite.
Le 16 décembre 2001, il est échangé aux Rockies du Colorado avec les lanceurs José Paniagua et Denny Stark, en retour du joueur de troisième but Jeff Cirillo.

### Rockies du Colorado
Fuentes remporte 2 gains en 31 sorties en relève à sa première saison à Denver, en 2002. En 2003, sa fiche est de 3-3 et il enregistre ses 3 premiers sauvetages dans les majeures. Il est promu stoppeur des Rockies à partir de la saison 2005, et préservera au cours des deux saisons suivantes un total de 31 et 30 victoires.
En 2007, Fuentes perd en cours de saison son rôle de releveur numéro un de l'équipe. La tâche de terminer les matchs reviendra à Manny Corpas. Néanmoins, les Rockies atteignent la Série mondiale pour la première fois de l'histoire de la franchise. Malgré deux victoires de Fuentes en trois décisions lors des éliminatoires, sa moyenne de points mérités est très élevée (6,52 en 10 sorties).
Fuentes retrouve son rôle de stoppeur en 2008 et protège à nouveau 30 victoires.
Il a été invité au match des étoiles du baseball trois années consécutives (2005, 2006, 2007), devenant le premier lanceur de relève de l'histoire des Rockies du Colorado à recevoir cet honneur.

### Angels de Los Angeles
Le 31 décembre 2008, Brian Fuentes a paraphé une entente de deux ans et une année d'option avec les Angels de Los Angeles, qui venaient de perdre au profit des Mets de New York leur stoppeur étoile Francisco Rodriguez.
Fuentes domine la Ligue américaine avec 48 sauvetages à sa première saison chez les Angels en 2009 et participe à son 4e match d'étoiles. Il protège deux des trois victoires de l'équipe en Série de division face aux Red Sox de Boston.
En 2010, Fuentes a quatre victoires à sa fiche en cinq décisions et 23 sauvetages avec les Angels lorsqu'il est échangé aux Twins du Minnesota.

### Twins du Minnesota
Le 27 août 2010, Fuentes passe des Angels aux Twins du Minnesota en retour d'un joueur à être nommé plus tard. Il ne lance que neuf manches et deux tiers en neuf sorties pour Minnesota, enregistrant un seul sauvetage. Il apparaît en séries éliminatoires dans deux des trois matchs opposant les Twins aux Yankees de New York. Il blanchit ces derniers en deux manches et deux tiers dans cette Série de division, n'accordant qu'un coup sûr.

### Athletics d'Oakland
Le 19 janvier 2011, Brian Fuentes rejoint les Athletics d'Oakland, avec qui il signe un contrat de deux saisons pour dix millions et demi de dollars.
En mai, il perd le poste de stoppeur des A's en raison de performances chancelantes. L'équipe dans son ensemble connaît une fort mauvaise séquence et Fuentes critique, à l'instar de son coéquipier lanceur Huston Street, les décisions du manager Bob Geren, qui sera plus tard congédié. Pour le reste de la saison, Fuentes est surtout utilisé dans le rôle de releveur préparant l'entrée dans le match du stoppeur Andrew Bailey,. Utilisé dans 68 parties des A's en 2011, Fuentes encaisse 8 défaites contre seulement 2 victoires et termine l'année avec 12 sauvetages, son plus faible total en 7 ans. Sa moyenne de points mérités s'élève à 3,70 en 58 manches et un tiers lancées.
En 2012, la moyenne de Fuentes s'élève à 6,84 points mérités accordés par partie après 25 manches lancées en 26 parties. Il compte 5 sauvetages. Il est libéré par les A's le 11 juillet.

### Cardinals de Saint-Louis
Fuentes rejoint les Cardinals de Saint-Louis le 14 juillet 2012. Il ne joue que six parties avec l'équipe avant de demander congé pour des raisons familiales. Le 14 novembre 2012, il annonce qu'il prend sa retraite à 37 ans.

### Palmarès
Brian Fuentes a disputé 650 matchs dans le baseball majeur. Il compte 26 victoires, 43 défaites et 204 sauvetages. Sa moyenne de points mérités en carrière s'élève à 3,62 avec 639 retraits sur des prises en 613 manches et un tiers lancées. Il a participé à quatre parties d'étoiles : trois fois comme représentant des Rockies et une fois avec les Angels. Il mène les majeures avec 48 sauvetages pour les Angels en 2009. Au moment de sa retraite, il détient le record d'équipe pour les sauvetages chez les Rockies, avec 115 en carrière.